# Paola Toniolli
Paola Toniolli (17 aprile 1961) è un'ex sciatrice alpina italiana.

## Biografia
Specialista delle prove tecniche originaria di Trento, la Toniolli in Coppa del Mondo ottenne due piazzamenti, entrambi in slalom speciale: il 17 dicembre 1982 a Piancavallo (13ª) e l'11 gennaio 1983 a Davos (14ª). Ai Campionati italiani vinse la medaglia d'oro nella combinata e quella di bronzo nello slalom gigante nel 1984; non prese parte a rassegne olimpiche né ottenne piazzamenti ai Campionati mondiali.

## Palmarès

### Coppa del Mondo
- Miglior piazzamento in classifica generale: 66ª nel 1983

### Campionati italiani
- 2 medaglie[1]:
  - 1 oro (combinata nel 1984)
  - 1 bronzo (slalom gigante nel 1984)